# Кратер (посудина)

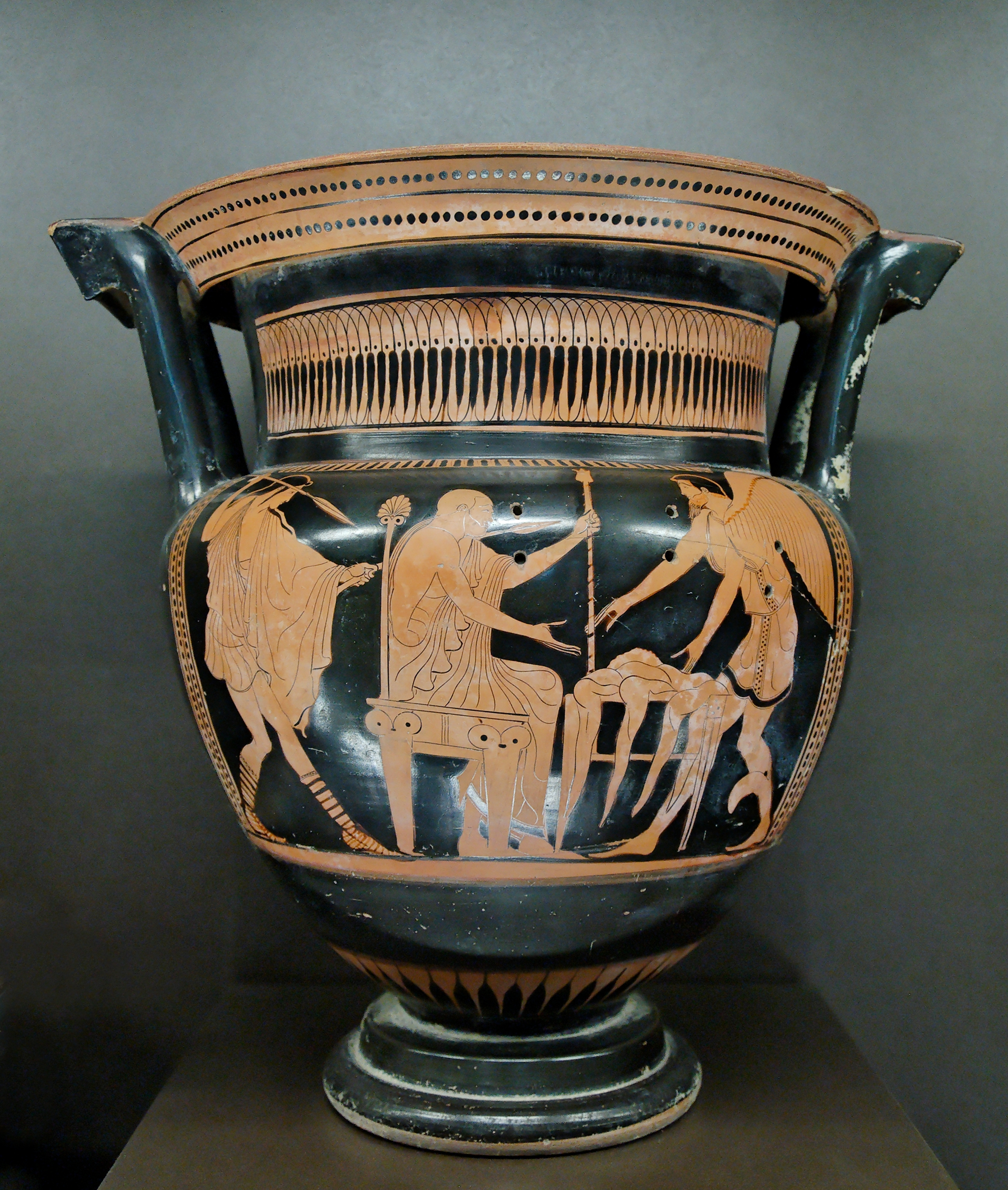
Бореади рятують Фінея від Гарпій, червонофігурний дзвоноподібний кратер

Крате́р (грец. κρατήρας) або крати́р (д.-рус. кратырь)  — давньогрецька посудина, ваза значного розміру, призначена для того, аби розбавляти водою вино і взагалі змішувати рідини.
Існує кілька різновидів кратерів, але спільними визначальними їх ознаками є досить піднесена, красиво профільована ніжка з широкою основою; корпус у вигляді перевернутого дзвону. При цьому корпус розділяється на два пояси — нижній, вигнутий, і верхній, увігнутий. Кратер завжди має пару ручок, приставлених до середини корпусу, іноді вони можуть примикати своїм верхнім кінцем до шийки широкого жерла. Своєю формою крате́р нагадував перевернутий вулканічний кратер, від чого й отримав свою назву.

## Типи
- дзвоноподібний кратер
- кратер-килик
- кратер з волютами
- келева — видозмінений кратер.